# Klenba

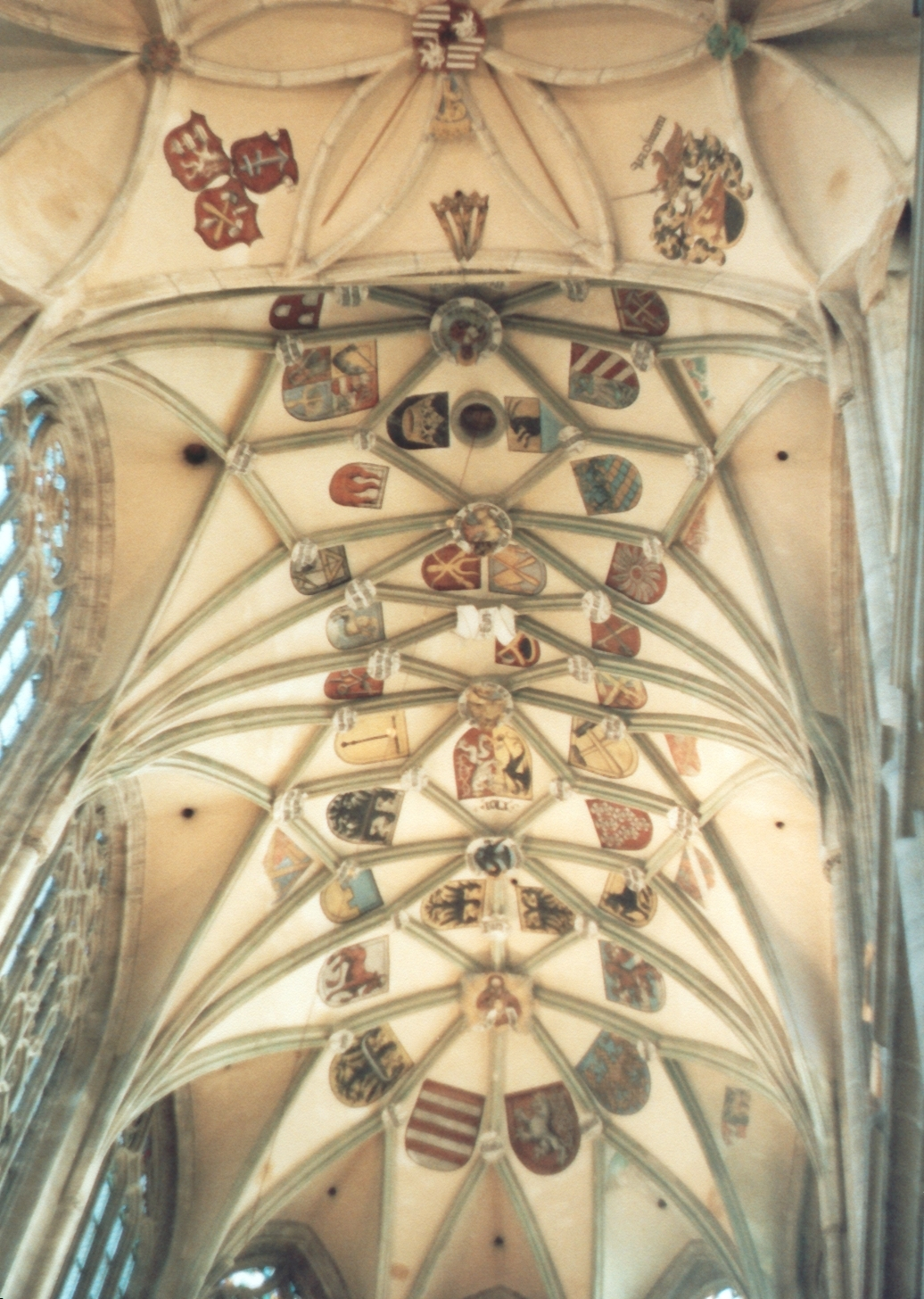
Síťová klenba (Chrám svaté Barbory, Kutná Hora

Klenba je samonosná, vzhůru vypuklá stavební konstrukce, která se užívá na zastropení a zakrytí prostoru. Podobně jako oblouk využívá toho, že váha klenby se přenáší na její podpory, a to ve svislém i vodorovném směru.
V historii se používaly především ploché (neklenuté) trámové stropy, klenba k nim tvořila podstatně náročnější – vyžaduje použití dočasného bednění – a nákladnější alternativu, která však umožňovala zastropit větší prostory a použití nehořlavého materiálu. Potřeba použití kleneb je na ústupu od 19. století, kdy se objevují modernější konstrukce, ocelové nosníky, příhradová konstrukce a později železobeton.

## Historie

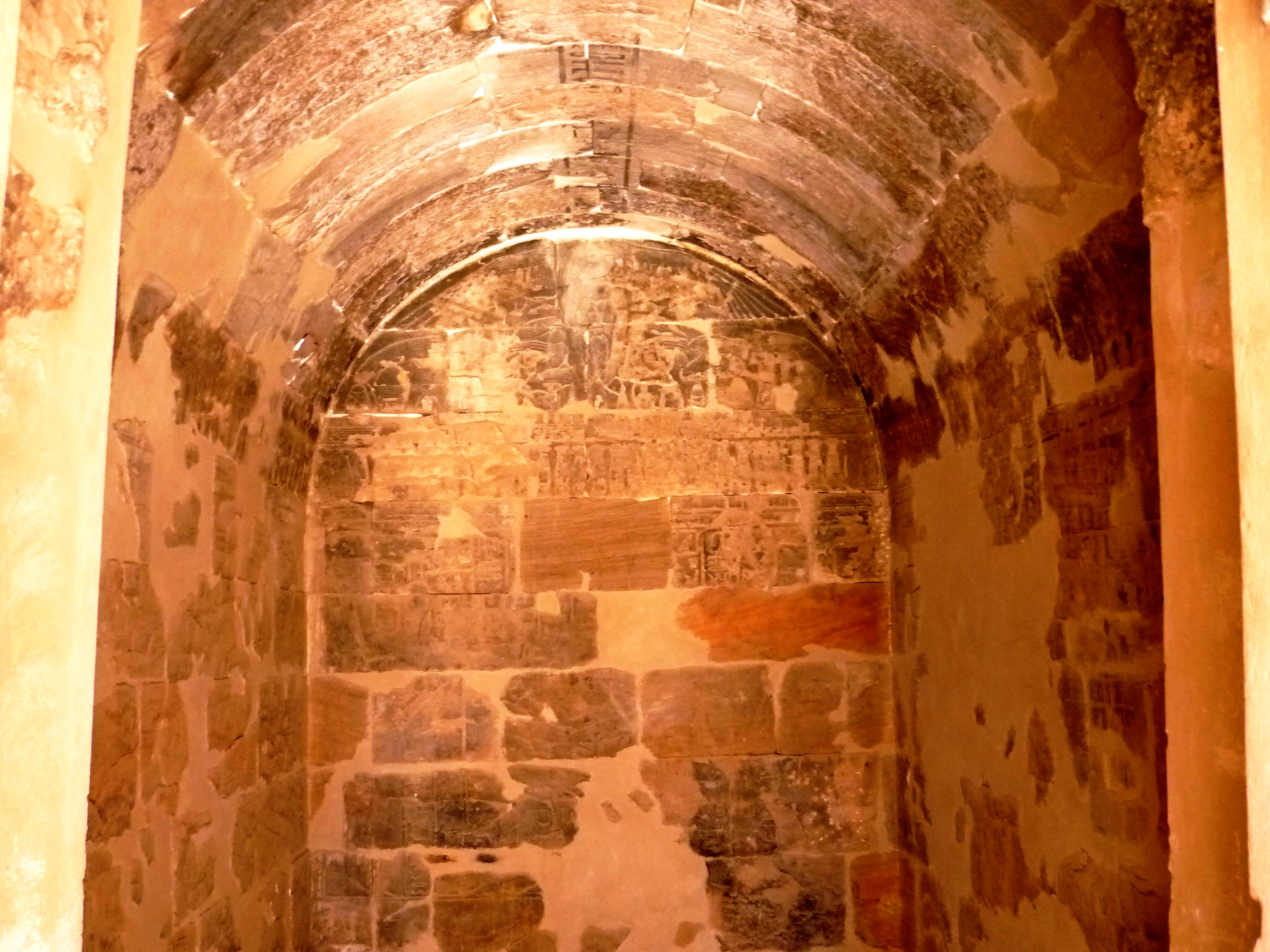
Nejstarší zachovaná klenba (Medínit Habu, Egypt)

Nejjednodušší způsob zastropení představuje trám nebo kamenný nosník. Rozpětí lze zvětšit, pokud se dva kameny opřou šikmo proti sobě. Přechodem ke klenbě je ústupková klenba z vodorovných desek, které se z obou stran stupňovitě přesahují, až se ve vrcholnici setkají. Skutečné klenby se liší tím, že se staví na lešení nebo bednění.
Nejstarší klenby jsou doloženy již ze sumerské architektury ze 4. tisíciletí př. n. l. Nejstarší dochovaná klenba je v chrámu Ramesse III. v Medínit Habu a pochází z 12. století př. n. l. Klenby se používaly jak v monumentálních, tak také v inženýrských stavbách (stoky, mosty, tunely). K velké dokonalosti dovedla klenby římská a byzantská architektura.
Zlatý věk klenby nastal ve středověké architektuře, zejména při stavbě chrámů a katedrál. Veliké a vysoké prostory i požadavek na veliká okna v gotice si vynutily stále důmyslnější konstrukce a vzniklo mnoho nových forem i technik. Od renesance se klenby stále častěji užívaly i u světských staveb (sály v palácích, na městských radnicích) a zároveň pomalu převládaly klenby cihlové nad kamennými. Vícepodlažní budovy přitom vyžadovaly snížení klenby a tím i celého podlaží. Tento vývoj vrcholí v barokní době.
Od 19. století se objevují ocelové a ve 20. století i betonové nosníky, takže klenby se používají už jen u reprezentativních budov, v současné době zejména betonové, které dovolují i složitější tvary (paraboloid, hyperboloid atd.).
Klenba je dokladem vyspělého stavebního umění. Samotné sestrojení klenby vyžaduje schopnosti kvalitního opracování stavebních materiálů, je dokladem vysoké úrovně organizace pracovních postupů na stavbě a zároveň i dokladem rozvinutého stavitelství.

## Části a parametry klenby

Valená klenba: 1 – vrcholový klenák; 2 – čelní oblouk; 3 – rub klenby; 4 – pata klenby; 5 – líc klenby; 6 – vzepětí (výška) klenby; 7 – rozpětí (rozpon). U pravé paty je znázorněn rozklad sil, jimiž klenba působí na podpory

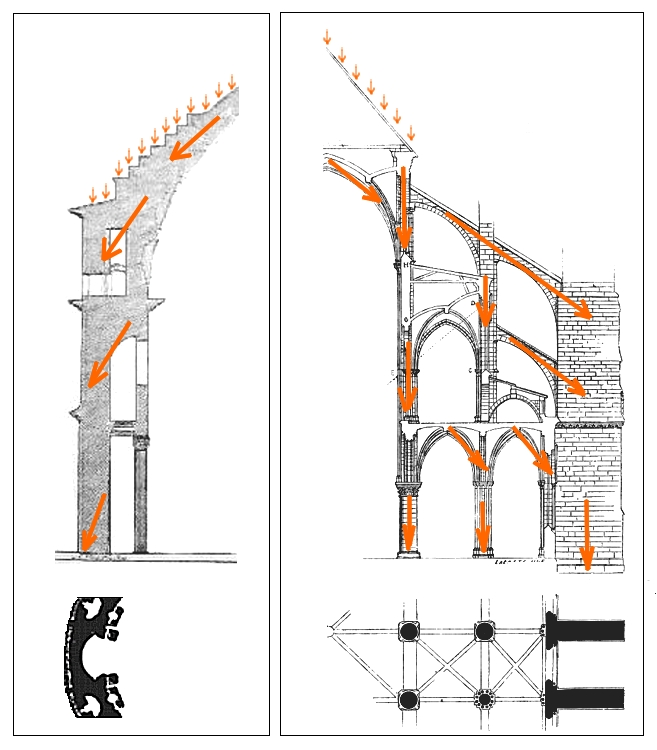
Zachycení bočních sil, jimiž klenba působí na stěny u románské a gotické katedrály.

Části
pata klenbybod nebo přímka, kde se svislá konstrukce podpěry (stěna nebo sloup) začíná odchylovat od svislice a přechází do křivky směřující k protilehlé straně zaklenutého prostoru
vrchol klenbybod, ve kterém se mění vzestupný směr klenební křivky na směr sestupný – nejvyšší bod klenby
vrcholnicepřímka spojující vrcholové body myšlených oblouků tvořících vnitřní líc klenby
křivka klenby v řezukruhový oblouk (polokruh, kruhová výseč), stlačený oblouk, lomený oblouk, parabola, řetězovka, oslí hřbet,…
líc klenbyjejí vnitřní, pohledová strana daná tvarem bednění, která bývá (ale nemusí) být po jeho odstranění povrchově upravená
rub klenby horní strana klenby, která je překryta podlahou dalšího patra nebo střechou
čelo klenbyčást stěny ohraničené obloukem klenby
Rozměry
rozpětí nebo rozpon klenby, též světlost klenbyvodorovná vzdálenost mezi svislými stavebními konstrukcemi (sloupy/stěny), resp. patami klenby
vzepětí nebo výška klenbyvýška mezi patami klenby a jejím vrcholem, která se podílí na výsledné výšce zaklenuté místnosti
délka klenbyměří se ve směru její osy

## Tvar klenby a přenos sil
Ideální tvar klenby by tvořila řetězovka, která se ovšem obtížně konstruuje a nahrazuje se proto jinými křivkami (oblouk kružnice nebo elipsy, lomený oblouk atd.) Klenba účinně převádí síly z vlastní hmotnosti (v případě vodorovného nosníku by působily svisle) do směru, který působí přibližně ve směru křivky oblouku klenby. Tím však vnáší do svislých nosných konstrukcí složku horizontálních sil. S tou se musí stavitelé vyrovnat hmotností svislých konstrukcí, která účinky bočních sil vydrží, vyrovnáním silových účinků navazujících kleneb v řadě, pomocnými konstrukcemi zvenčí i uvnitř a podobně. I řešení těchto problémů vypovídá o úrovni stavitelů.

## Klenby podle konstrukčního uspořádání
Základní typy kleneb jsou:
Valená klenbasklenutá mezi dvěma rovnoběžnými zdmi
Křížová klenbasklenutá do rohů čtyřúhelníku
Kupolesklenutá symetricky podle svislé středové osy, např. tvar půlkoule nad kruhovým půdorysem

### Klenba valená
Valená klenba se nejčastěji konstruuje podle kruhového oblouku a tvoří ji část válcové plochy. Spočívá na dvou protilehlých stěnách (případně vodorovných nosnících) a obvykle se staví nad čtyřúhelnými prostory (klenebními poli).
Stoupající / klesající valená klenba je taková, jejíž vrcholnice má stoupající nebo klesající směr. Užívá se například v chodbách se šikmým sklonem podlahy nebo nad schodišti, může však vzniknout i u klenby křížové. Pokud přímky znázorňující patu klenby nejsou navzájem rovnoběžné a klenba kryje prostor s lichoběžníkovým půdorysem, její líc bude tvořit výseč komolého kužele a vrcholnice bude stoupající nebo klesající. To umožňuje dosahovat iluze prodloužení, případně zkrácení prostoru. Takových postupů s oblibou užívali barokní stavitelé.
Lunetová valená klenba je tvořena hlavní podélnou klenbou, do níž z boku pronikají valené klenby o menším poloměru oblouku. V klenbě jsou tím vykrojeny trojúhelné zářezy (lunety), zejména nad okny, která prostor osvětlují a klenbu rytmicky člení. S rozvojem stavitelství v období renesance a mohutně pak v baroku se stala valená klenba lunetová zdrojem mnoha inovativních postupů a řešení reprezentačních prostor.

### Klenba křížová

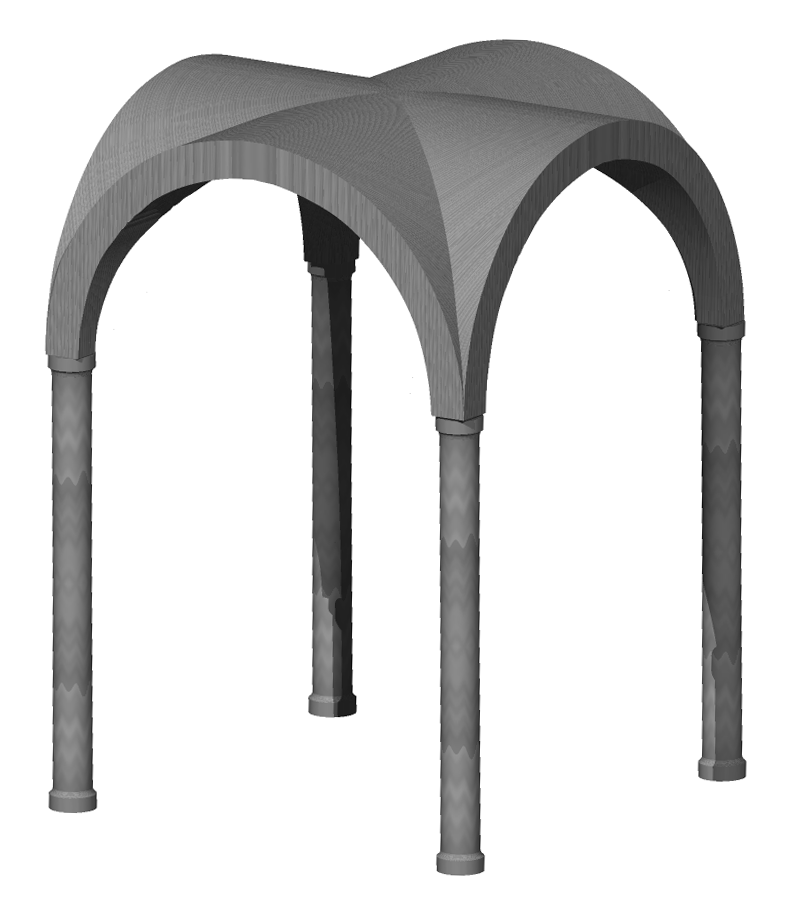
Křížová klenba

Vzniká pronikem dvou navzájem kolmých valených kleneb; pokud jsou vystavěny podle oblouků se stejným poloměrem, uzavírají prostor se čtvercovým půdorysem. Místo dvou stěn (přímek) u valené klenby tvoří podporu křížové klenby jen čtyři rohové body. Díky tomuto uspořádání je možné přiřazovat k základnímu klenebnímu poli další pole ve všech čtyřech směrech.
Jsou-li vrcholnice křížících se valených kleneb klenby křížové vodorovné, jedná se o křížovou klenbu přímou. Pokud vrcholnice křížících se kleneb směrem ke křížení stoupají, jedná se o křížovou klenbu stoupající. Taková klenba vznikala při stavbě klenby žebrové, pokud měla i žebra tvar kruhového oblouku; křížová klenba přímá naproti tomu vyžaduje buď zploštělý tvar příčného žebra, anebo převýšený tvar základních oblouků. Tomu vyhovují oblouky lomené.
Jestliže vrcholnice kleneb valených směrem ke křížení klesají, jedná se o klenbu křížovou klesající. Jedná se o dosti vyspělý typ klenby, který zvýrazňuje svébytnost zaklenutého prostoru.
Křížové zaklenutí utváří samostatně účinný prostor a má mimořádný význam pro rozvoj architektury a s ní spjatých konstrukčních forem. Rytmicky opakovaná, se ve středověké architektuře stala důležitým prvkem významných staveb.

### Klenba žebrová

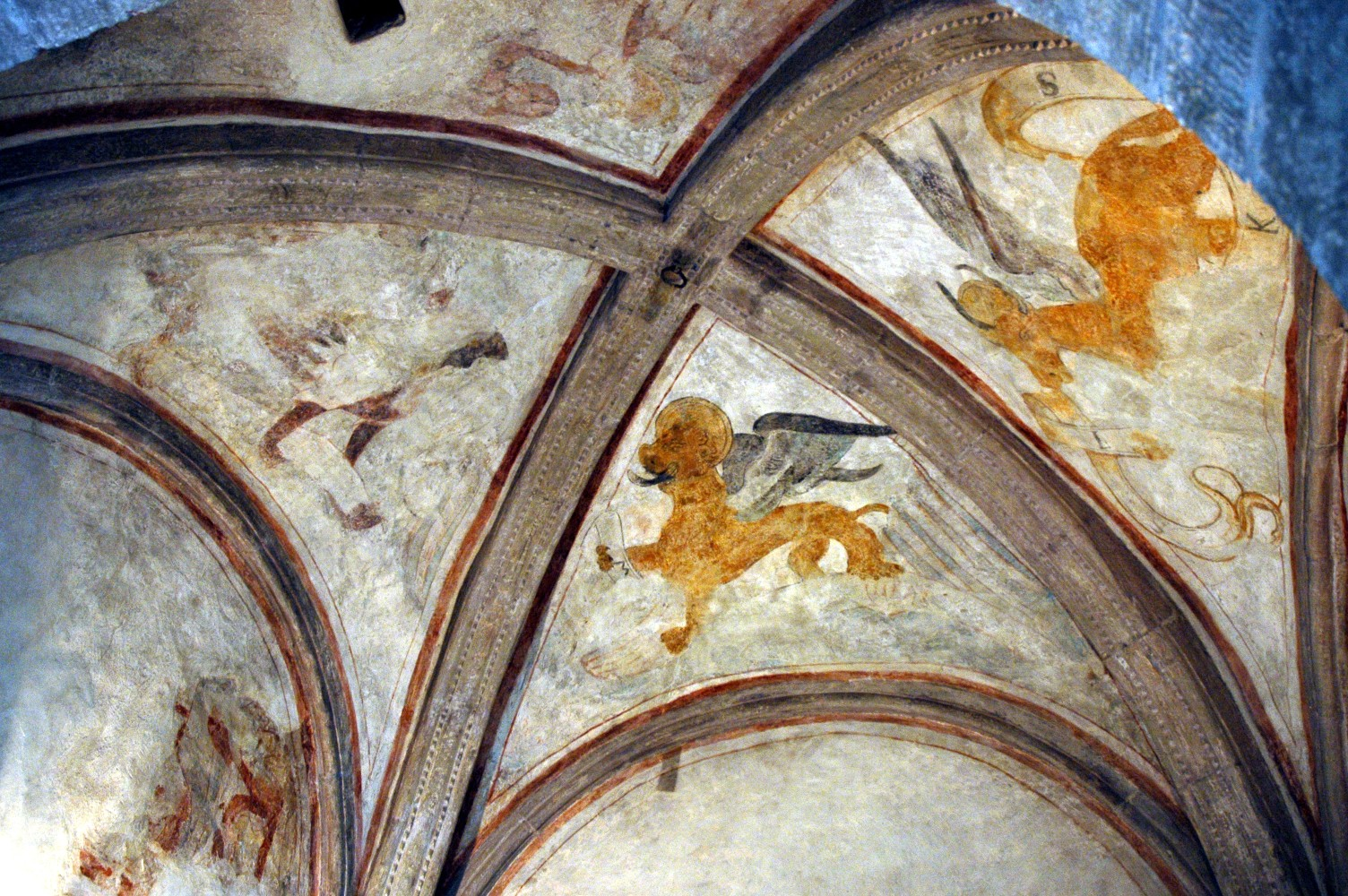
Klenba žebrová - kostel sv. Michaela v Michaelsbergu - Baden-Wurtternbersku

Klenba žebrová využívá nosných žeber k usměrnění a přenosu sil z klenby do podpor. Nad půdorysem prostoru se nejprve postaví diagonální oblouky čili žebra a prostory mezi nimi (kápě) se vyplní lehčím zdivem. Toto ve výsledku jednoduché řešení klenby je technicky velmi náročné. Jednotlivé díly často bohatě profilovaných kamenných žeber vytvářeli kameníci na zemi podle šablon a výkresů. Museli pracovat velmi přesně a práce musela být dokonale organizována, aby vznikl dojem plynulého oblouku. Rozkreslováním tvarů jednotlivých kamenů se zabývá tzv. kamenořez.
Jako první začala s používáním žebrové klenby románská architektura v Toskánsku. Zdejší stavitelské prostředí žilo ve velkém rozmachu a tak brzo obohatilo klenbu žebrovou o lomený oblouk. Tyto úpravy značně zrychlují a patrně i zlevňují stavby snížením nároků na spotřebu materiálu. Zlehčením kleneb a optimalizací převodu sil do podpor se snižují i nároky na svislé nosné konstrukce, takže stavbu lze odhmotňovat. Tím, že klenební žebra zviditelňují hlavní linie sil působících ve klenbě, dostávají stavitelé jakýsi návod pro další formování a zdokonalování kleneb.
S nástupem žebrové klenby, se stává zaklenutí prostoru svébytným uměleckým prostředkem. V gotické architektuře již je žebrová klenba považována za natolik hodnotný počin, že se často obejde bez výzdoby nástěnnými malbami. Výsledkem je bohatství typů gotických kleneb, kde konstrukční funkce žeber čím dále tím více ustupuje funkci dekorativní. Jmenujme alespoň typy - klenby síťové, visuté, vějířové a kroužené. Komplikované útvary žebrových kleneb nakonec zanikají ve sklípkových (diamantových) klenbách 15. a 16. století.

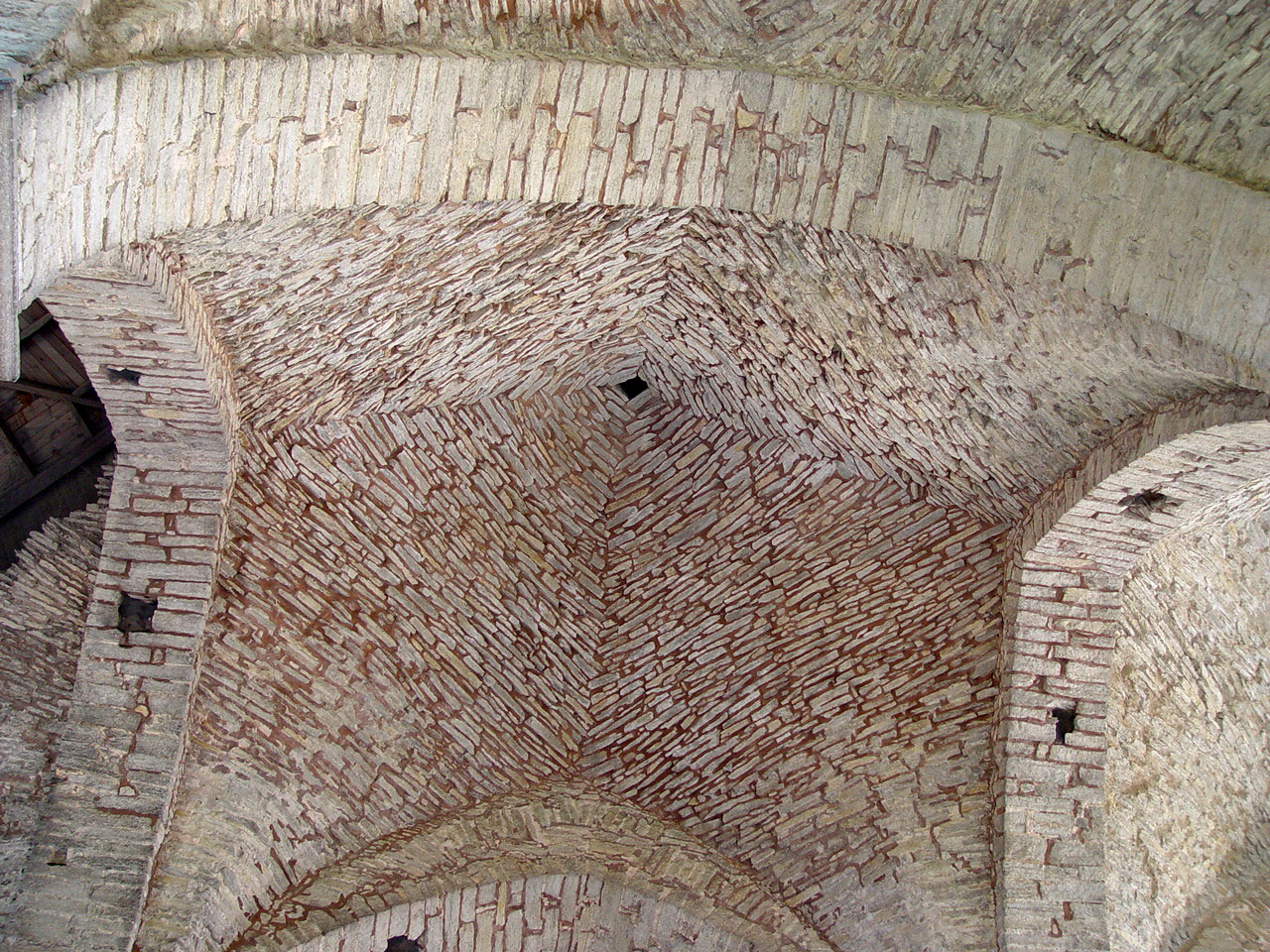
Křížová klenba stoupající bez žeber
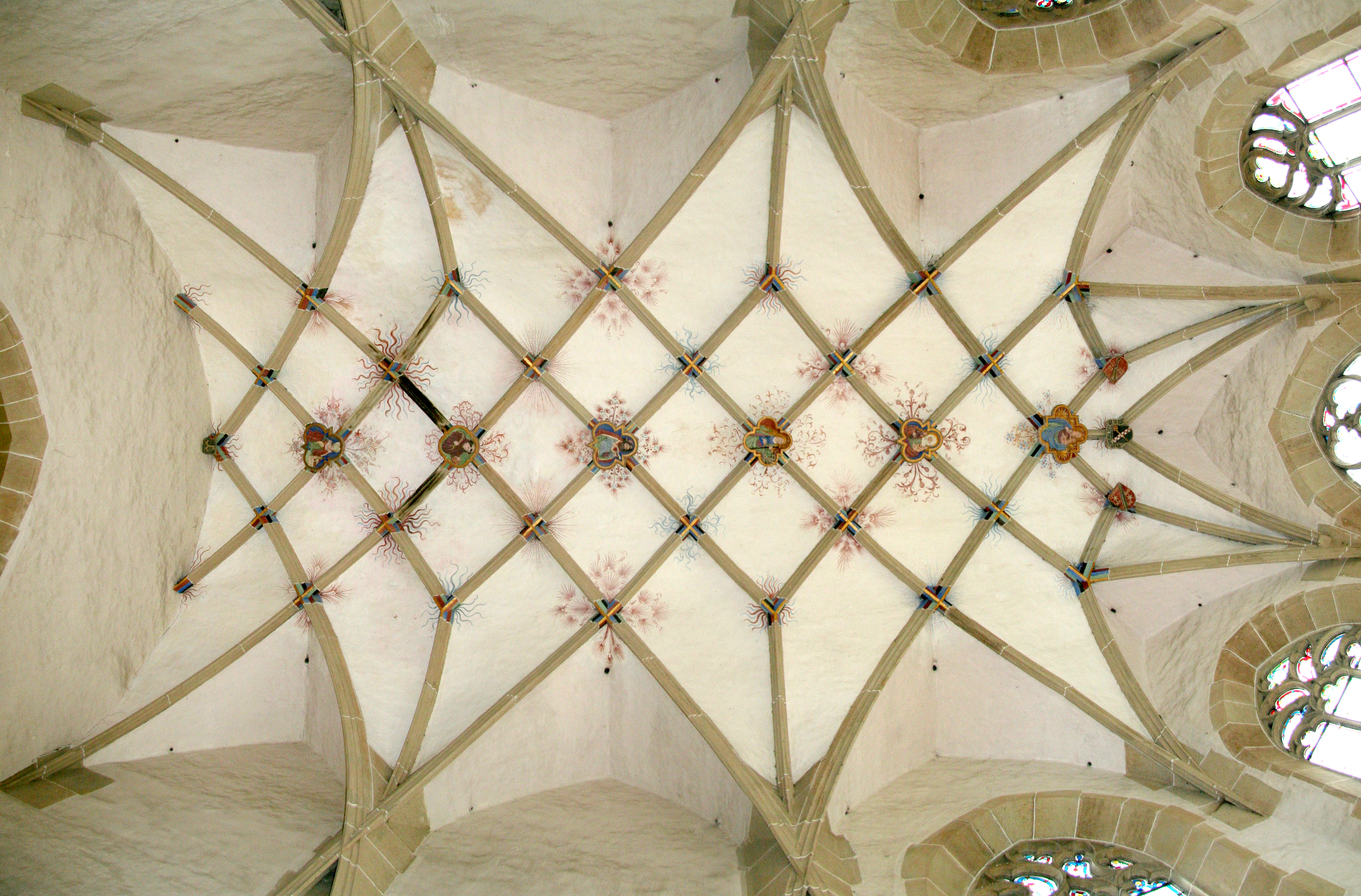
Síťová klenba
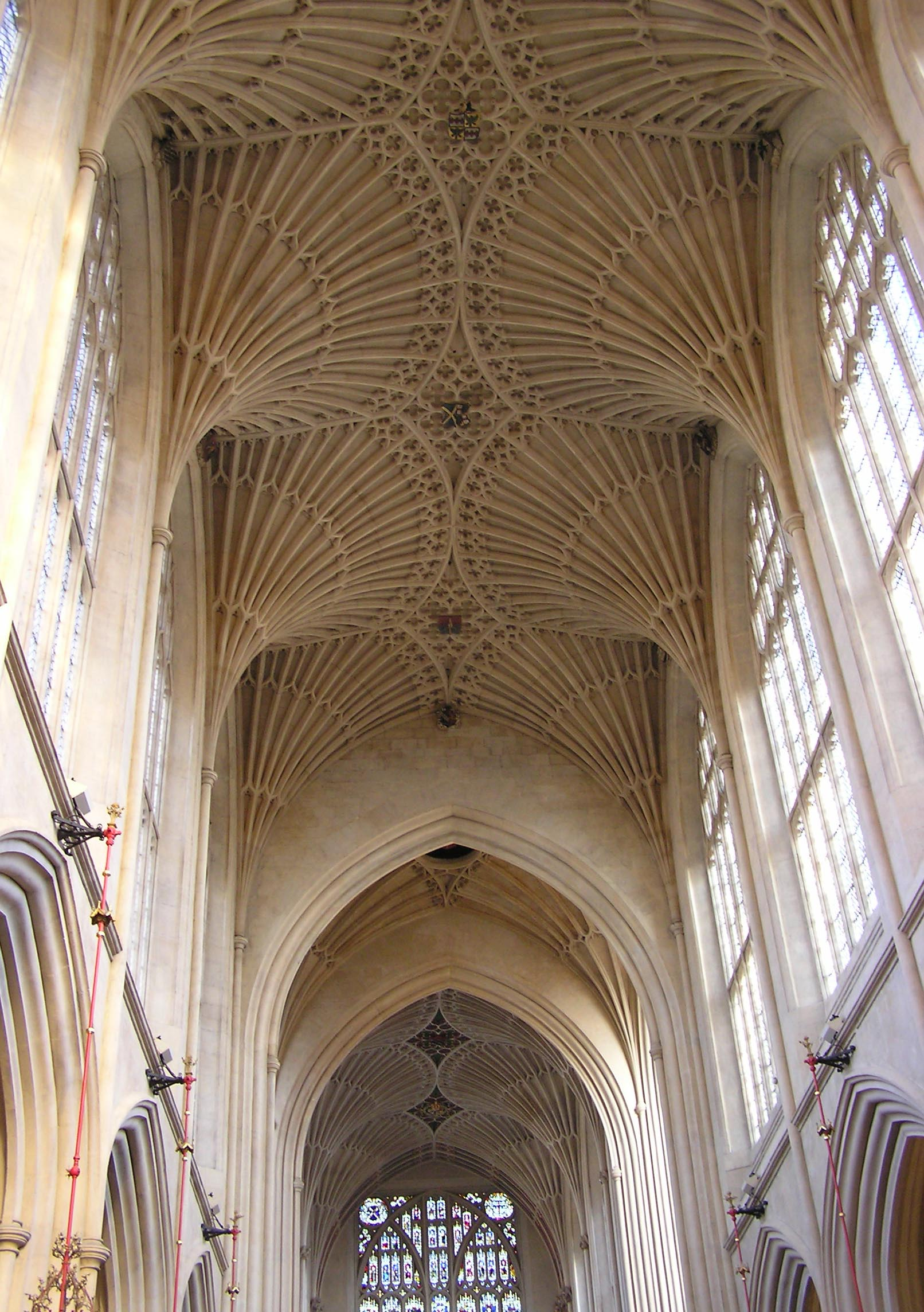
Vějířová klenba
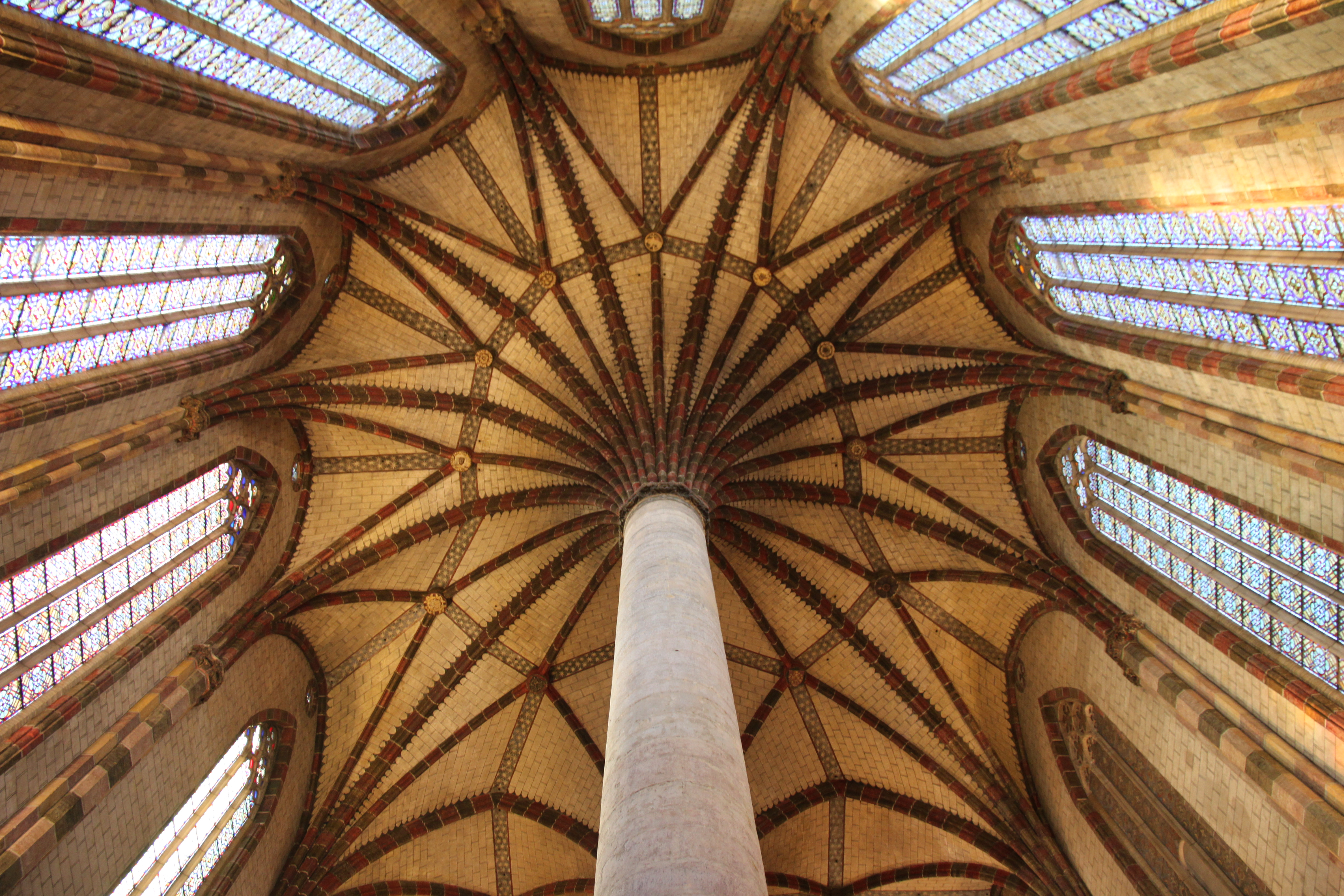
Palmová klenba
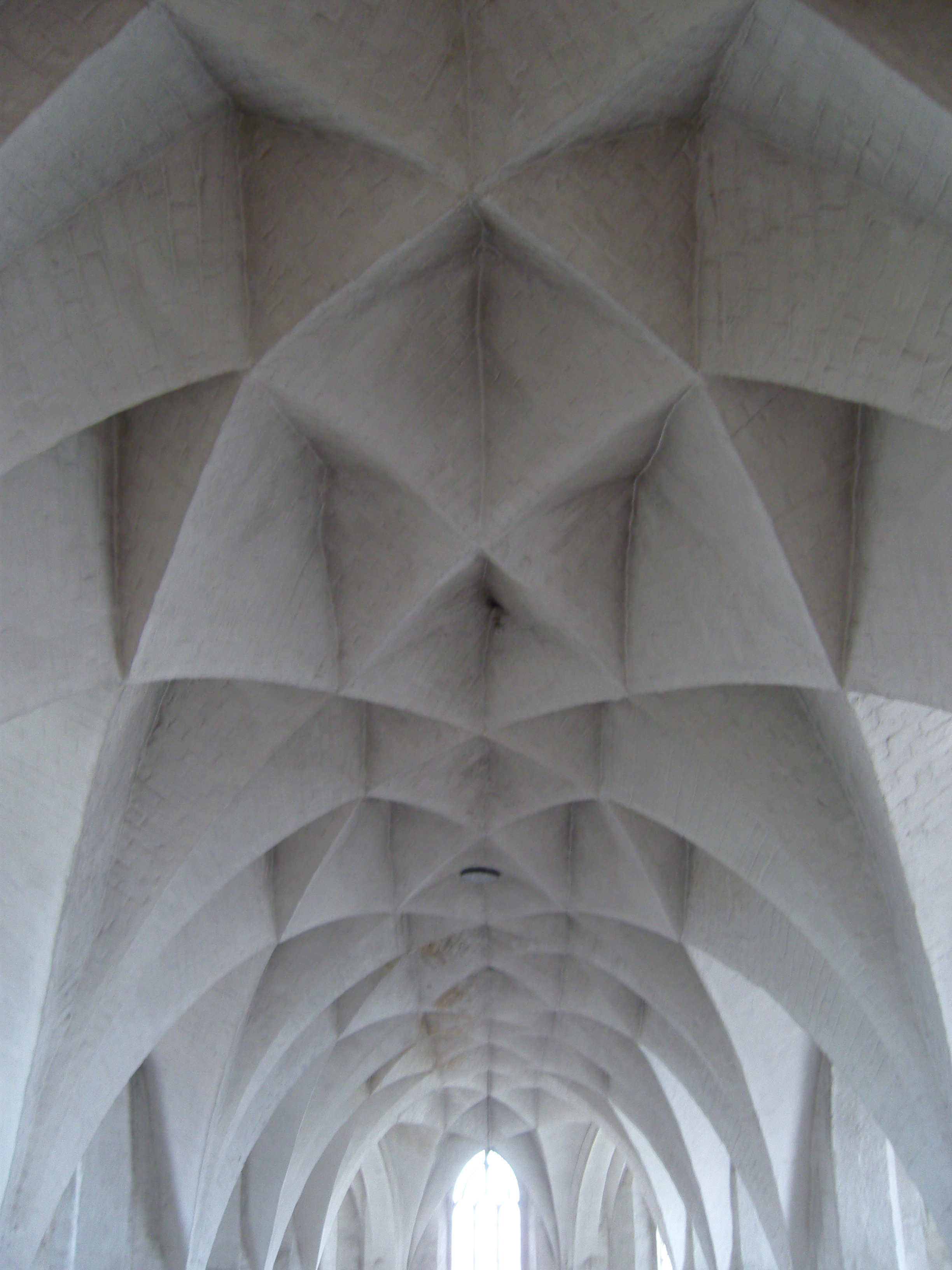
Sklípková (diamantová) klenba

### Kupole
Kupole je klenba s kruhovým půdorysem, která tvoří kulový vrchlík. Pokud se klene nad čtvercovým prostorem, vyplňují se rohy tzv. pendentivy, anebo se naopak kulový vrchlík ze čtyř stran „seřízne“, čímž vznikne tzv. česká klenba. Kupole se stavěly už ve starém Římě, velké dokonalosti v nich dosáhla byzantská architektura. Cihelná centrální kupole chrámu Hagia Sofia v Konstantinopoli má rozpětí 32 m. Starší kupole se často stavěly na válcovitý podstavec (tambur) s okny, renesanční a barokní kupole mají často na vrcholku lucernu, která prostor osvětluje. Plochá kupole haly Z Brněnského výstaviště má průměr přes 80 m.
Velmi plochá kupole, častá v barokním stavitelství, se nazývá česká placka.

## Klenby podle materiálu

### Klenba kamenná

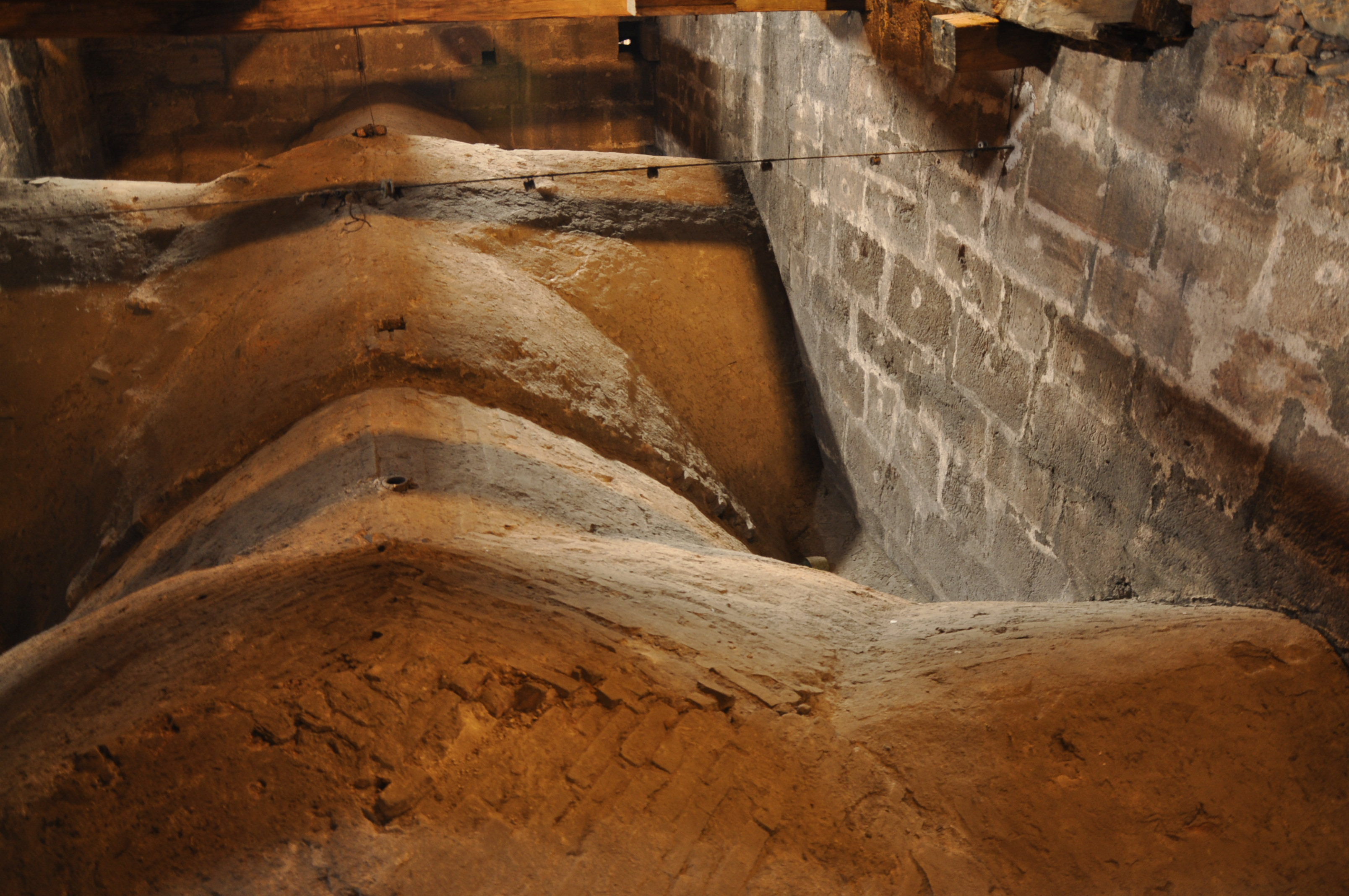
Rub klenby kostela sv. Bartoloměje
příklad klenby s kamennými žebry a cihelnou vyzdívkou kápí

Pro klenby větších rozponů se často používal kámen, zejména pro svoji pevnost v tlaku. Kámen jako konstrukční prvek kleneb je typický pro starší klenby, kdy ještě nebyla výroba cihel běžná. Kámen s cihlou lze však i kombinovat tak, že žebra klenby jsou kamenná a výplň mezi nimi je klenutá z cihel.

### Klenba cihelná

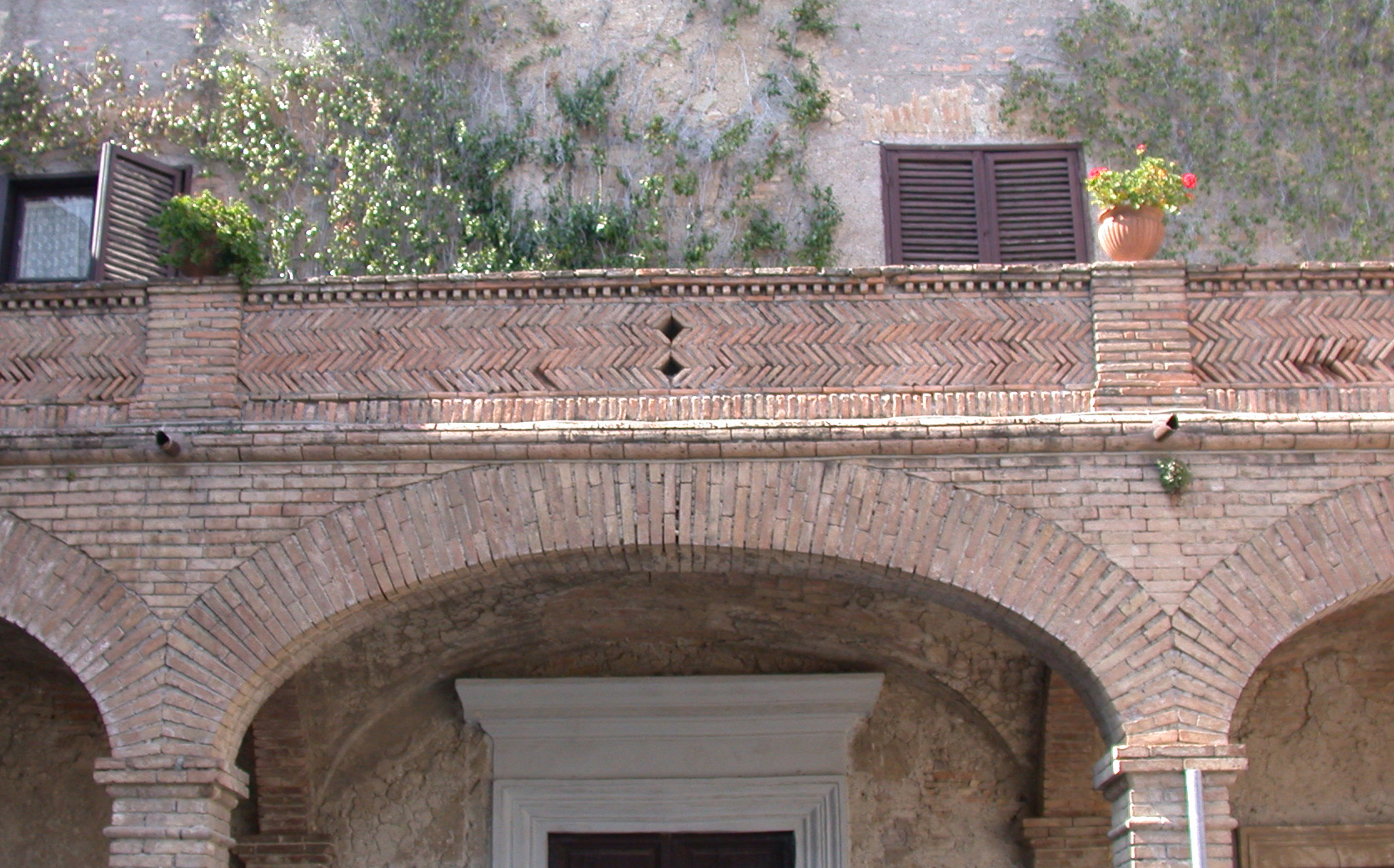
Eliptická valená klenba cihlová

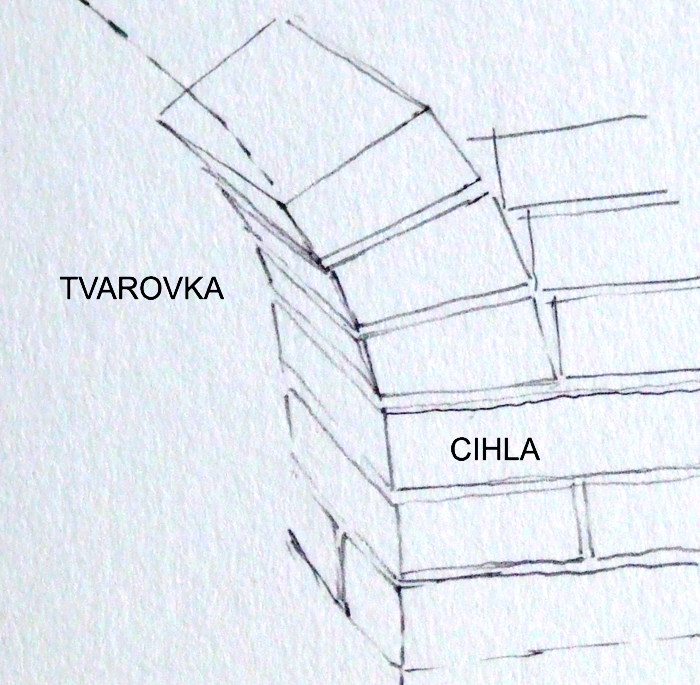
Tvarovky

Užívala se v oblastech, kde nebyl vhodný lomový kámen (např. v severním Německu). Pro konstrukce cihelných kleneb byly využívány tvarovky, které zlepšovaly a zjednodušovaly zdění obloukových tvarů tím, že se velké obdélníkové strany cihly sbíhaly pod úhlem odpovídajícím úseku, který v klenbě jednotlivá cihla zaujímala. Pokud památkově chráněná klenba začne sedat, opravuje se tak, že se do cihlových spár zespodu zatloukají dřevěné klíny. Tím se klenba "utáhne". Dřevo musí být dobře vyschlé, tvrdé, ideální je jasanové, které téměř nereaguje s vápnem. Zcela nevhodné je dřevo dubové, byť také tvrdé - v případě vlhkosti v klenutí se z něho uvolní tříslo, které pak s vápnem vytvoří na omítce těžko odstranitelné hnědé skvrny.
(Staří praktici k vyzdívce kleneb poznamenávají, že dnes, kdy je cementová malta tvrdší než cihly, je lehké být "mistrem světa". Stará malta však tvrdla i několik týdnů a pokud se bednění odstranilo dřív, měkká vápenná malta se stlačila. Tak mohlo dojít i ke zřícení chrámových kleneb a kopulí)[zdroj⁠?!].
S výrobou ocelových nosníků se v polovině 19. století začaly používat tzv. Hönelovy klenby, velmi ploché valené klenby, vyzdívané z cihel mezi dva paralelní ocelové nosníky (traverzy), vzdálené 1 až 2 m. Vyskytují se běžně ve sklepích obytných domů, v průmyslových stavbách aj. až do počátku 20. století.

### Klenba dřevěná
Staví se z dřevěných desek nebo dřevěných špalíků. S klenbami z dřevěných desek se můžeme setkat i v našich zemích. Špalíky se pro dřevěné klenby užívaly v Holandsku.
Dřevěná konstrukce, zespod pobitá rákosem a omítnutá, nevyžaduje stavbu náročného lešení. Proto se v době barokní užívala jako levnější náhrada náročných kleneb cihlových. Můžeme se s ní setkat v chudších venkovských kostelech i u reprezentativnějších venkovských stavení.

### Klenba litá a betonová
Předchůdcem betonu u litých kleneb je emplekton, cementová malta vylehčená zalitými keramickými nádobami nebo tufem. Litá kopule římského Pantheonu z roku 125 o rozpětí 32 m je zevnitř vylehčena kasetovými prohlubněmi a shora osvětlena velkým kruhovým otvorem (oculus).
Ve 20. století se začaly stavět skořepinové klenby z betonu, které sice vyžadují náročné bednění, zato umožňují veliká rozpětí a téměř libovolné geometrické tvary. Jednou z prvních je například konstrukce Pavilonu A brněnského výstaviště z roku 1928.

## V Čechách jsou nejobvyklejší tyto klenby
Valená klenbaklenba na obdélném půdoryse, typicky zaklenutí chodby, oporou jsou podélné zdi
Křížová klenbapronik dvou kleneb valených nad klenebními pasy, které přenášejí tíhu klenby do rohových podpor (sloupů nebo pilířů)
Klášterní klenbaprůnik plochých valených kleneb, oporou jsou stěny nebo nosníky po obvodě půdorysu
Česká plackamá tvar plochého kulového vrchlíku nad poměrně libovolným půdorysem; běžná v barokní a rokokové době i u venkovských stavení

## Zajímavosti
- Největší zděná klenba na světě se nachází v Iráku. Jedná se o klenutý oblouk Ták Kasrá, ležící asi 30 kilometrů jihovýchodně od Bagdádu u města Madáín. Budova byla vybudována Peršany v polovině šestého století v bývalém perském města Ktésifón. Rozměry stavby, která byla součástí palácového komplexu, dosáhly 48 metrů na délku a 24 na šířku. Výška klenby v nejvyšším bodě je 37 metrů.[4]